# Saxomat

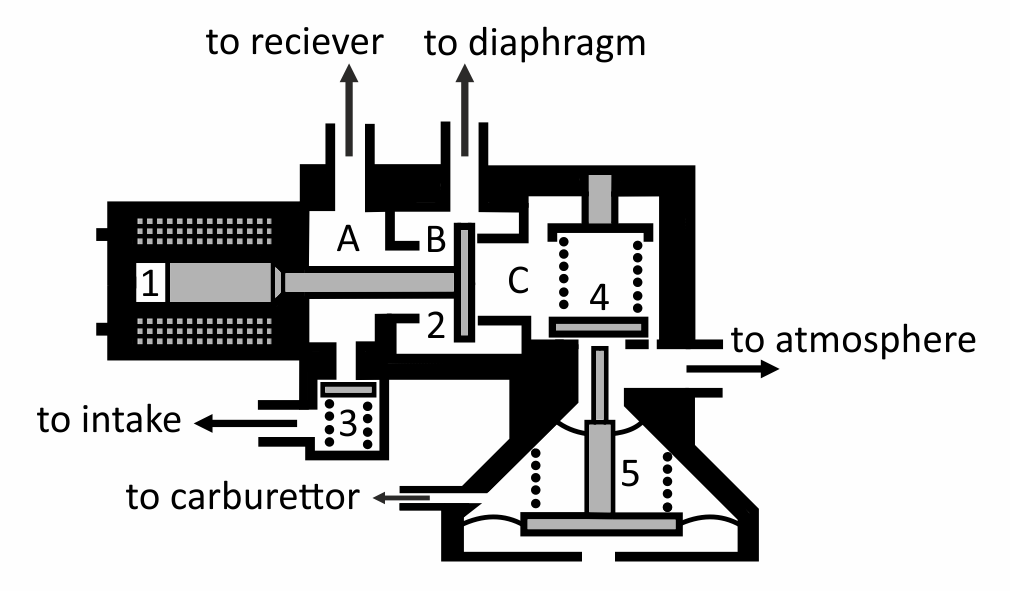
Representació de la caixa de control Saxomat (control de vàlvules pneumàtiques):
1 - electroimant;
2 - electrovàlvula;
3 - vàlvula de retenció;
4 - reductor de pressió;
5 - vàlvula de control de pressió (negativa);
A - cambra de buit;
B - zona de desbordament;
C - pressió ambiental.
La vàlvula està activada, l'embragatge està obert

Amb el nom de Saxomat, derivat del nom del fabricant Fichtel &amp; Sachs, es va oferir un embragatge electro-pneumàtic des de 1956 (inicialment per DKW) fins a finals dels anys seixanta, per exemple en vehicles del fabricant Borgward, Hi havia embragatges disponibles per a DKW, Fiat, Lancia, Opel, Saab o VW.
El Saxomat estava disponible com a " Olymat " a l'Opel Rekord P1 des de 1959. Ja a l'agost de 1957, Daimler-Benz va oferir el Hydrak, que al Mercedes 219 sedan al voltant de 450 El recàrrec de DM estava disponible i, a diferència del Saxomat, tenia un embragatge d’arrencada hidràulic. NSU va utilitzar un sistema similar al Ro 80. A Alemanya de l’Est, el Trabant es va produir en part amb Hycomat a partir del 1965.
El Saxomat no es va arribar a implantar realment al mercat. Això s'atribueix a la poca fiabilitat del sistema i a la difícil ajustabilitat, que també va conduir al fet que molts vehicles es passessin a una transmissió manual normal. Sovint es criticava la comoditat d’inici i les maniobres imprecises. Aquesta tecnologia també va demostrar ser vulnerable de vegades.

## Tecnologia
El Saxomat va ser un nou desenvolupament de l’ embragatge centrífug de rodets F&S i es pretenia que fos una alternativa rendible a la transmissió automàtica. Pel que fa al preu, el Saxomat estava entre una transmissió manual normal i una automàtica.
Essencialment, el Saxomat funciona amb dos embragatges connectats en sèrie i una roda lliure :
- L'embragatge centrífug de rodets s'acoble en funció de la velocitat del motor. Per sobre de la velocitat de ralentí (950..1000 RPM), aquest embragatge es tanca de manera que es pot transmetre el parell complet al voltant de 1500 RPM
- No obstant això, l'embragatge centrífug només funciona en mode de tracció (quan s’ha de transferir el parell del motor a l'eix motriu); es connecta paral·lelament una roda lliure que el connecta en mode d’empenta.
- Si s’elimina el gas, el motor frena al ralentí, ja que en mode d’envasament, el parell d’arrossegament de l'eix motor roman connectat a la transmissió mitjançant la roda lliure accionada en el sentit de bloqueig, tot i que l'embragatge centrífug s’ha alliberat.
- Com que l'embragatge centrífug es troba en pont amb la roda lliure, el vehicle es pot estacionar tant a la pujada amb la marxa enrere activada com a la baixada amb la marxa endavant activada. El remolc també és possible.

En principi, es pot arrencar amb l'embragatge d’inici en qualsevol marxa, però en marxes més altes el temps augmenta fins a la velocitat de 1500 rpm. s'ha assolit i augmenta el desgast de l'embragatge.
Independentment d'això, el flux de potència es pot separar amb un segon embragatge de manera que sigui possible un canvi de marxa fins i tot a velocitats més altes:

## Funcionament
- Al prèmer l'interruptor situat a la palanca de canvi, aquest segon embragatge s’obre amb l’ajut d’una unitat de buit (semblant a la d'un servofre).que està connectada al col·lector d’admissió del motor mitjançant una electrovàlvula.
- Si s’allibera la palanca selectora, la electrovàlvula es tanca, l’aire pot fluir lentament cap a la campana i l'embragatge s'acobla de nou.
- El procés d’acoblament es controla de manera correcta mitjançant la limitació de l’aire que torna cap enrere. El retard és variable i depèn de "com i quant" acceleri el conductor
- Com més accelera el conductor, més ràpid es tanca l'embragatge. Això és per evitar que el motor giri sense càrrega.

La roda lliure no influeix en el segon embragatge, de manera que aquest embragatge sempre pot aïllar l'aplicació de força cap al diferencial (sortida de la transmissió).